# ᶯ
Cette page contient des caractères spéciaux ou non latins. S’ils s’affichent mal (▯, ?, etc.), consultez la page d’aide Unicode.
ᶯ, appelée n crochet rétroflexe en exposant, n crochet rétroflexe supérieur ou lettre modificative n crochet rétroflexe, est un ancien symbole de l’alphabet phonétique international. Il est formé de la lettre latine n crochet rétroflexe ‹ ɳ › mise en exposant.

## Utilisation
Dans certaines transcriptions de l’alphabet phonétique international (API), non standard depuis 1989, ‹ ᶯ › est utilisé avant ou après le symbole d’une consonne occlusive rétroflexe pour indiquer une consonne prénasalisée ou postnasalisée, par exemple la consonne occlusive rétroflexe voisée prénasalisée [ᶯɖ] ou la consonne occlusive rétroflexe voisée postnasalisée [ɖᶯ], notées [ɳɖ] ou [ɳ͡ɖ] et [ɖ͡ɲ] ou [ɖ͡ɲ] avec l’API.

## Représentations informatiques
La lettre modificative n crochet rétroflexe peut être représenté avec les caractères Unicode suivants (Latin étendu – extensions phonétiques - supplément) :
| formes       | représentations | chaînes de caractères | points de code | descriptions                                       | note                            |
| ------------ | --------------- | --------------------- | -------------- | -------------------------------------------------- | ------------------------------- |
| modificative | ᶯ               | ᶯ                     | U+1DAF         | lettre modificative minuscule n crochet rétroflexe | codé pour le symbole phonétique |

## Sources
- (en) Peter Constable, Revised Proposal to Encode Additional Phonetic Modifier Letters in the UCS, 1er février 2004 (lire en ligne)
- (en) International Phonetic Association, « Report on the 1989 Kiel Convention », Journal of the International Phonetic Association, vol. 19, no 2,‎ 1989, p. 67-80 (DOI 10.1017/S0025100300003868)
- (en) International Phonetics Association, Handbook of the International Phonetics Association : a guide to the use of the International Phonetic Alphabet, Cambridge, Cambridge University Press, 1999, 204 p. (ISBN 0-521-63751-1 et 0-521-65236-7, lire en ligne)
- (en) John Laver, Principles of phonetics, Cambridge, Cambridge University Press., coll. « Cambridge textbooks in linguistics », 1994 (lire en ligne)